# Cassville (ville, Wisconsin)
Pour les articles homonymes, voir Cassville.
Cassville est une petite ville (town) du comté de Grant dans le Wisconsin aux États-Unis.
Le village de Cassville est inclus dans la ville.
La ville était peuplée de 487 habitants en 2000. 